# Шаповаленко Семен Тихонович
Шапова́ленко Семе́н Ти́хонович (Тимофі́йович) (4 (17) вересня 1913 — 7 лютого 1942) — радянський військовик часів Другої світової війни, гвардії старшина, Герой Радянського Союзу (1942).

## Біографія
Народився 4 (17) вересня 1913 року в селі Калинівка Херсонського повіту Херсонської губернії (тепер Вітовський район Миколаївської області) в селянській родині. Українець.
Після закінчення початкової школи працював комбайнером у колгоспі в селі Костянтинівка.
До лав РСЧА призивався тричі: у 1935—1937, 1939—1940 роках та з 1941 року. Призваний Миколаївським РВК Миколаївської області.
Учасник радянсько-фінської війни 1939—1940 років, під час якої отримав поранення. Представлявся до нагородження, але не отримав нагороду.
Учасник німецько-радянської війни з червня 1941 року. Воював на Південному фронті у складі 132-ї танкової бригади. Брав участь в оборонних боях на річці Дніпро. У районі Черкас, перебуваючи в засідці, відкрив нищівний вогонь зі станкового кулемета по наступаючому ворогові, знищив близько 250 солдатів і офіцерів супротивника. Просунувшись уперед, батальйон захопив значні трофеї.
Неодноразово відзначався у боях на Лівобережній Україні восени 1941 року:
— під час боїв за с. Генеральське разом зі своїм взводом проник у розташування ворога, гранатами знищив обслугу мінометів, відкрив сильний вогонь зі стрілецької зброї, чим змусив ворога в паніці відступити, залишаючи на полі бою загиблих і поранених;
— в бою за села Добропілля і Мирське ворог атакував при підтримці 30 танків позиції батальйону. Старшина С. Т. Шаповаленко зі своїм взводом гранатами і пляшками з запальною сумішшю підпалили 2 танки ворога, змусивши решту відступити. У вуличному бою в с. Мирське з автомата особисто знищив 17 ворожих солдатів.
— під час визволення м. Барвінкове потай пробрався на протитанкову батарею супротивника й закидав її гранатами. Внаслідок цього знищено 7 солдатів і 1 офіцер ворога, захоплено 5 протитанкових гармат.
— під час оборонних боїв поблизу села Степанівка неодноразово ходив у розвідку, щоразу здобуваючи важливі відомості про розташування ворожих військ.
7 лютого 1942 року під час відбиття атаки піхоти і танків супротивника біля села Степанівка у критичний момент бою С. Т. Шаповаленко кинувся з протитанковими гранатами під головний ворожий танк. Похований у селі Іверське Олександрівського району Донецької області.

## Нагороди
Указом Президії Верховної ради СРСР від 27 березня 1942 року за особисту мужність і героїзм, виявлені у боротьбі з німецько-фашистськими загарбниками, гвардії старшина Шаповаленко Семен Тихонович (у нагородному листі та в Указі помилково вказано Шаповаленко Семен Тимофійович) удостоєний звання Героя Радянського Союзу з врученням ордена Леніна і медалі «Золота Зірка».
Також нагороджений орденом Червоного Прапора (17.03.1942).

## Пам'ять
У селі Калинівка Вітовського району Миколаївської області ім'ям С. Т. Шаповаленка названо вулицю і бібліотеку.
Ім'я С. Т. Шаповаленко увічнено на стелі Героїв у місті Миколаєві.